# 森下佳子
森下佳子（日语：森下 佳子，1971年1月24日—），日本知名編劇，大阪府高槻市出身，畢業於東京大學文學部宗教學科。代表作有《在世界的中心呼喊愛情》、《白夜行》、《仁醫》等小說及漫畫改編的電視連續劇。
2014年，首度執筆NHK晨間劇《多謝款待》。作品產量不多的森下，其編劇作品有多數皆收穫好評。

## 經歷
森下佳子自幼即喜歡戲劇，國小時加入話劇社及由寶塚所主辦的劇團，以伴舞之姿站上舞台。求學時期亦持續參與劇團的活動，並兼任編劇。其後，仍以上班族的身分在編劇所學習撰寫劇本。半年後，在知名編劇遊川和彥的賞識下，擔任遊川所製作統籌的電視劇《平成夫婦茶碗》的劇本編寫，此為森下佳子出道作。
2004年，其改編的電視劇《在世界的中心呼喊愛情》大獲好評，森下亦獲第42回日劇學院賞編劇獎。2009年與2011年，《仁醫》系列亦獲日劇學院賞最佳作品、東京國際電視節連續劇大賞、日本民間放送聯盟獎最佳電視劇和銀河賞的「MY BEST TV賞」等大獎。
2014年，森下首度執筆NHK晨間劇《多謝款待》，即獲第32回向田邦子獎、第22回橋田賞，亦是自2001年岡田惠和的《水姑娘》後，相隔13年晨間劇再度獲向田邦子獎的罕見例子（因授獎時，晨間劇仍未完結）。
2016年，森下首度執筆NHK大河劇《女城主 直虎》。
森下為TBS電視台所編寫的劇本，多數由該電視台知名製作人石丸彰彥所製作。

## 編劇作品

### 電視劇
- 平成夫婦茶碗（日语：平成夫婦茶碗）（2000年1月－3月，日本電視台）
- 搶錢大作戰（2001年1月－3月，朝日電視台）
- 平成夫婦茶碗2（日语：続・平成夫婦茶碗）（2002年1月－3月，日本電視台）
- 東京庭院獨門獨戶（日语：東京庭付き一戸建て）（2002年7月－9月，日本電視台）
- 在世界的中心呼喊愛情（2004年7月－9月，TBS電視台）
- 瑠璃之島（2005年4月－6月，日本電視台）
- 白夜行（2006年1月－3月，TBS電視台）
- 佐佐木之戰（2008年1月－3月，TBS電視台）
- 腦科學先生（2009年5月－7月，TBS電視台）
- 仁醫（2009年10月－12月，2011年4月－6月，TBS電視台）
- 鳶（2013年1月－3月，TBS電視台）
- 多謝款待（2013年9月－2014年3月，NHK）
- 天皇的御廚（2015年4月－6月，TBS電視台）
- 經世濟民的男人（日语：経世済民の男） 第二篇「小林一三〜夢とそろばん〜」（2015年9月5日、9月12日，NHK）
- 別讓我走（2016年1月－3月，TBS電視台）
- 女城主 直虎（2017年，NHK）
- 繼母與女兒的藍調（2018年7月－9月，TBS電視台）
- 所以我推她（日语：だから私は推しました）（2019年7月－9月，NHK）
- 這時候製作了部新劇 第3夜「轉・幸・生」（2020年5月8日，NHK綜合）
- 天國與地獄～瘋狂的2人～（2021年1月－3月，TBS電視台）
- First Penguin!（2022年10月－12月，日本電視台）
- 大奧（日语：大奥 (2023年のテレビドラマ)）（2023年1月－3月，NHK）
- 豈有此理〜蔦重繁華如夢故事〜（2025年，NHK）

### 電影
- 柏拉圖式性愛（2001年，東寶）
- 繃帶俱樂部（2007年，東映）
- 烏龍派出所 THE MOVIE〜（2011年，松竹）
- 花戰（日语：花戦さ）（2017年，東映）
- 通往大河之道（日语：大河への道）（2022年5月20日，松竹）

## 填詞
- 焼氷有り〼の唄（やきごおりありますのうた）（作曲：菅野洋子／演唱：西門希子〈高畑充希〉）
- いちごの唄〜源太出征の日（作曲：菅野洋子／演唱：西門希子〈高畑充希〉）

## 獎項
- 第42回日劇學院賞編劇獎（《在世界的中心呼喊愛情》）
- 第63回日劇學院賞編劇獎（《仁醫》）
- 第69回日劇學院賞編劇獎（《仁醫》2）
- 第32回向田邦子獎（《多謝款待》）
- 第22回橋田賞[3]
- 第80回日劇學院賞編劇獎（《多謝款待》）
- 第85回日劇學院賞編劇獎（《天皇的御廚》）
- 第98回日劇學院賞編劇獎（《繼母與女兒的藍調》）
- 第17回CONFiDENCE日劇大獎優秀作品獎（《所以我推她（日语：だから私は推しました）》）

## 爭議
由手塚治虫繪製的知名漫畫怪醫黑傑克改編真人電視劇預計於2024年6月30日在日本播出，擔任編劇的森下佳子將主要角色之一的奇利柯醫生由男性改為女性，加上同年才剛發生日本漫畫家蘆原妃名子因不滿作品SEXY田中小姐遭編劇相澤友子和電視台胡亂改編而於2024年1月29日自殺的事件，社會對日本漫畫、小說等作品改編電視節目普遍存在不尊重原作的情況相當不滿，因而掀起極大的爭議。森下佳子說明這是對一位「溫柔的女神」給痛苦的人引導向死亡的想像。（在劇中奇利柯醫生是位經常將病患安樂死以解除其痛苦的醫生。）